# نهائي كأس فرنسا 2025
نهائي كأس فرنسا 2025 (بالفرنسية: Coupe de France final 2025) هي مباراة كرة القدم الختامية لتحديد الفريق الفائز في مسابقة كأس فرنسا 2024–25، من النسخة المائة وثمانية من مسابقة كأس فرنسا، أقيمت بين نادي باريس سان جيرمان ونادي ستاد رانس، في 24 مايو 2025 على ملعب فرنسا، انتهت المباراة بإنتصار نادي باريس سان جيرمان محقق فوزاً سهلاً بثلاثة أهداف دون مقابل على نادي ستاد ريمس في نهائي كأس فرنسا لكرة القدم، ليحقق ثلاثية الموسم المحلية للمرة الثانية على التوالي، لم يواجه فريق المدرب لويس إنريكي، بطل دوري الدرجة الأولى الفرنسي وكأس السوبر، صعوبة في التغلب على ستاد رانس المهدد بالهبوط، وأنهى المباراة مبكراً إذ سجل الأهداف الثلاثة في الشوط الأول، ويحقق باريس سان جيرمان رقمًا قياسيًا بفوز الفريق بكأس للمرة السادس عشر في تاريخه، فيما يتأخر عنه نادي أولمبيك مارسيليا بفارق ستة بكؤوس وتحقيقه عشرة ألقاب، بينما يتأخر سانت إتيان وليل بفارق كبير بتحقيقها ستة ألقاب لكل منهما، سجل باريس سان جيرمان خلال بطولة كأس فرنسا لهذا الموسم 21 هدفًا من ست مباريات. معادلاً حصيلة موسم 2019-20، لكنه لم يحطم أرقام موسمي 2017-18، 2023-24 بإنهاء المسابقة بتحقيق 22 هدفاً، وموسم 2016-17 بتحقيق 23 هدفاً، وموسم 1982-83 بتحقيق (24 هدفًا في 10 مباريات، وهو الرقم القياسي التاريخي).
تعتبر هذه المرة الأولى التي يلتقي فيها باريس سان جيرمان ونادي ستاد رانس في نهائي كأس فرنسا، يقترب باريس سان جيرمان خطوةً أخرى من تحقيق ثلاثية تاريخية هذا الموسم. بعد فوزه بلقبه الثالث عشر في الدوري الفرنسي، يضع الفريق الباريسي نصب عينيه الفوز بكأس فرنسا السادسة عشرة. قبل أسبوع من نهائي دوري أبطال أوروبا 2025 ضد نادي إنتر ميلان الإيطالي. فيما يقابله فريق ستاد ريمس، الفريق الطامح لاستعادة أمجاد الماضي قبل 67 عاماً بفوزه في نهائي كأس فرنسا 1958.
هذه المباراة النهائية الثانية للحكم بينوا باستيان البالغ من العمر 42 عامًا، لإدارة نهائي كأس فرنسا، بعد أن أدار سابقًا نهائي كأس فرنسا 2017، حيث فاز باريس سان جيرمان على أنجيه بفارق 1-0. تعتبر خبرته على المسرح الكبير لا تُقدر بثمن في إدارة ضغط هذه المباراة الحاسمة.
يذكر أن بينوا باستيان أشرف هذا الموسم على ثلاث مباريات أحد طرفيها فريق باريس سان جيرمان، وانتهت جميعها بانتصارات للفريق الباريسي، بفوزه على نادي ليل بنتيجة 3-1 في 01 سبتمبر، وانتصار آخر بنتيجة 3-1 على نادي ليون في 15 ديسمبر، وفوز ساحق 5-2 على نادي في 01 فبراير 2025. فيما أدار مباراة ستاد ريمس ضد نادي مونبلييه في 06 أكتوبر 2025، والتي انتهت لصالح فريق ستاد ريمس بنتيجة 4-2 ضمن منافسات الجولة السابعة من الدوري الفرنسي الدرجة الأولى.

## عن الفريقين
| الفريق           | التتويج | المشاركات السابقة في النهائيات (الخط الغليظ للأرقام يشير لسنة التتويج باللقب)                                               |
| ---------------- | ------- | --- |
| باريس سان جيرمان | 15      | 20 (1982، 1983، 1985، 1993، 1995، 1998، 2003، 2004، 2006، 2008، 2010، 2011، 2015، 2016، 2017، 2018، 2019، 2020، 2021، 2024) |
| ريمس             | 2       | 3 (1950، 1958، 1977) |

## خلفية
فاز باريس سان جيرمان بكأس فرنسا 15 مرة وهو رقم قياسي ويحاول تكرار إنجازه كبطل العام السابق لتوسيع الرقم القياسي إلى ستة عشر مرة وتكرار الثنائية. فاز نادي ريمس بكأس فرنسا مرتين، فيما كان آخر ظهور له في النهائي في عام 1977.

## الطريق إلى النهائي
| الخصم                                                                       | نتيجة               | الجولة               | الخصم         | نتيجة               |
| لانس                                                                        | 1–1 (4–3 ركلة.) (خ) | دور الرابع والستين   | ستيل-موتزيج   | 3–1 (خ)             |
| إسبالي                                                                      | 4–2 (خ)             | دور الثاني والثلاثين | موناكو        | 1–1 (3–1 ركلة.) (د) |
| لومان                                                                       | 2–0 (خ)             | دور الستة عشر        | بورغوان جاليو | 0–0 (3–2 ركلة.) (خ) |
| بريوتشين                                                                    | 7–0 (خ)             | ربع النهائي          | أنجيه         | 1–1 (5–3 ركلة.) (خ) |
| دونكيرك                                                                     | 4–2 (خ)             | نصف النهائي          | كان           | 2–1 (خ)             |
| ملاحظة: تشير الرموز (د) = داخل الديار ; (خ) = خارج الديار; (م) = ملعب محايد |                     |                      |               |                     |

### باريس سان جيرمان
تمكن حامل اللقب نادي باريس سان جيرمان، من حصد بطاقة العبور إلى الدور 32 من مسابقة كأس فرنسا عقب فوزه على مضيفه لانس أحد أندية الدرجة الأولى، على ملعب بولار دولولي في لنس، باد كاليه، فرنسا، بركلات الترجيح 4-3 بعد نهاية المواجهة في وقتها الأصلي بالتعادل بهدف لكل فريق، افتتح أصحاب الأرض التسجيل عن طريق مبالا نزولا في الدقيقة 66 ثم أدرك راموس التعادل للفريق الباريسي في الدقيقة 70 من الشوط الثاني.
أوقعت قرعة دوري الدرجة الأولى الفرنسي لكرة القدم، فريق باريس سان جيرمان متصدر البطولة لمواجهة فريق إف سي إسبالي من الدرجة الخامسة في دور 32 من كأس فرنسا. تغلّب باريس سان جيرمان على مضيفه إسبالي، بنتيجة 4-2، ضمن الدور الثاني والثلاثين من مسابقة كأس فرنسا. افتتح التسجيل الألباني جيتشي لاعب إسبالي فريق باريس سان جيرمان بهدف التقدم في الدقيقة الثالثة، وأدرك اللاعب زائير إيمري في الدقيقة السابعة والثلاثين هدف التعادل، ثم تقدم باريس سان جيرمان بهدف دوي في الدقيقة 67 لكن فورنيل عدّل سريعاً في الدقيقة 71، ومنح باركولا التقدم بهدف ثالث لنادي باريس سان جيرمان في الدقيقة 88، قبل أن يضيف البرتغالي غونزالو راموش الهدف الرابع من ركلة الجزاء 90+2 من المباراة.
في دور الستة عشر تغلب باريس سان جيرمان الذي حل ضيفًا على لومان بنتيجة هدفين دون مقابل على ملعب ماري مارفان ضمن مسابقة كأس فرنسا 2054-25. وانطلقت مباراة وسط سيطرة واستحواذ باريس سان جيرمان ومن بتمريرة رائعة من جونسالو راموس وصلت الكرة إلى ديزيري دوي، الذي نجح في تسجيل هدف أول لصالح باريس سان جيرمان في الدقيقة 25، وبعدها بدأ لاعبي لومان تنظيم صفوفه لمجاراة الفريق الباريسي، لينتهي الشوط الأول بتقدم باريس سان جيرمان بهدف دون مقابل، بدأ الشوط الثاني بحذر من الجانبين، دون أي خطورة حقيقية على مرمى الفريقين. بعدما شهدت الدقيقة 71 كرة عرضية من قبل نونو مينديز، وصلت إلى برادلي باركولا الذي نجح في تسجيل هدف ثاني لفريق باريس سان جيرمان منهياً مشوار نادي لومان في المسابقة.
فاز باريس سان جيرمان على بريوتشين بنتيجة 7-0، في المباراة التي جمعتهما علي ملعب “ماري مارفينجت” ضمن منافسات دور ربع نهائي بطولة كأس فرنسا، أحرز الهدف الأول في المباراة جواو نيفيس في الدقيقة 16 من الشوط الأول. وفي الدقيقة 36 سجل جونتشالو راموس الهدف الثاني، ثم سجل الهدف الثالث راموس عن طريق ركلة جزاء بالدقيقة 49، وضاعف دوي في الدقيقة 55، نتيجة بإحراز الهدف الرابع، واعد راموس في تسجيل الهدف الخامس في الدقيقة 58، قبل أن يضيف مايولو الهدف السادس لصالح باريس سان جيرمان في الدقيقة 66، ثم أنهى عثمان ديمبيلي الغزارة التهديفية لصالح فريقه وسجل سابع الأهداف، لتنتهي المباراة ويستمر نادي باريس سان جرمان للمنافسة على فرصة المحافظ على اللقب.
تقدم دونكيرك الفريق الذي يلعب في دوري الدرجة الثانية، والذي يسعى للصعود، بهدفين نظيفين على ملعب بيير موروا بفضل هدفي فينسنت ساسو ومهند السعد، ليمهد الطريق لواحدة من أكبر المفاجآت في كأس فرنسا. ولكن في الثواني الأخيرة من الشوط الأول، مرر أشرف حكيمي الكرة إلى ديمبيلي ليقلص الفارق لصالح متصدر الدوري الفرنسي، بعد مرور ثلاث دقائق على استئناف اللعب، منح الحكم جيروم بريسارد ركلة ركنية لباريس سان جيرمان عن طريق الخطأ. وتم لعب الكرة بشكل قصير إلى ديمبيلي الذي مررها من اليمين وحولها قائده ماركينيوس برأسه في مرمى حارس دونكيرك إيوين جاوين معادلاً النتيجة. تقدم باريس سان جيرمان في الدقيقة 62. وأتاحت تمريرة برادلي باركولا بكعبه داخل منطقة جزاء دانكيرك فرصةً للتسديد لديزيريه دويه وارتطمت تسديدة اللاعب البالغ من العمر 19 عاما بالأرض بشكل غريب ورغم أن جوان لمس الكرة بيده إلا أنه لم يتمكن من منعها من الدخول إلى الشباك، مع سيطرة باريس سان جيرمان على الكرة وتفوقه، فشل دانكيرك في بناء هجمات خطيرة، ليُهزم في النهاية في الوقت بدل الضائع، ويفوز باريس سان جيرمان بعد قلب تأخره بهدفين إلى فوز 4-2 على دونكيرك ويتأهل إلى نهائي كأس فرنسا.

### ريمس
يودع ستيل موتزيج البطولة بشرف أمام ريمس بنتيجة 1-3، سجل ستاد ريمس هدفًا مبكرًا في الدقيقة 8 في المباراة عن طريق غابرييل موسكاردو، تماسك لاعبي ستيل موتزيج في الشوط الأول لكن لم تكن لديهم أية فرصة للتسجيل. تمكن لاعبو جاكي دوغيبيرو بعد الاستراحة من إسعاد مشجعو الفريق الألزاسي المكون من 2600 متفرج في ملعب بارك دي سبورت في مولشيم، الملعب المكون من مدرج واحد، عندما سجل ستيل-موتزيج هدف التعادل عن طريق المهاجم توماس شال، بعد أن أرسل له غوتييه بيرتو تمريرة حاسمة في الدقيقة 60. لسوء حظهم لم ينتظر ريمس سوى ست دقائق ليستعيد التقدم بفضل مامادو دياخون. وبعد دقيقتين أهدر توماس شال فرصة لا تصدق لمعادلة النتيجة عندما انفرد بحارس مرمى ريمس. بعد عشر دقائق سجل نهوا سانجوي الهدف الثالث الذي كان قاتلا بالنسبة لهوا، الذين قدموا رغم ذلك منافسة جيدا، على الرغم من أن الفريقين يفصل بينهما خمسة أقسام يغادر الألزاسيون كأس فرنسا.
في دور الثاني والثلاثين وفي مواجهة بين فريقين يعانيان من نتائج مخيبة للآمال في مسابقة الدوري، تمكن ريمس بعد مباراة متقاربة في المستوى، من أقصي نادي موناكو بعد تعادلهما بهدف لكل فريق افتتح كيبري التسجيل بضربة رأس قوية في الدقيقة 45، قبل أن يعادل ساليسو النتيجة بضربة رأس أيضا في الدقيقة 70. بركلات الترجيح بنتيجة 3-1 في دور الستة عشر لكأس فرنسا. وتألق حارس المرمى يهفان ضيوف بتصديه لركلاتي جزاء لركلة كايو هنريكي وبيريث وكان محظوظا برؤية تسديدة لامين كامارا تذهب بعيدا عن المرمى.
في دور الستة عشر تأهل ريمس على مضيفه حساب نادي بورغوان جاليو من الدرجة الخامسة، بعد تعادل السلبي وفشل الفريقان في هز الشباك وفض الاشتباك بينهما على مدار 90 دقيقة، ليحتكم الفريقين للحسم بركلات الترجيح التي شهدت تألق حارس ريمس، ألكسندر أولييرو، الذي تصدى لثلاث ركلات ترجيحية ويمنح فريقه الفوز صعب بنتيجة 2-3. ويلتحق ريمس في دور الثمانية، ومواجهة أنجيه في ربع نهائي كأس فرنسا. في دور ربع النهائي تأهل ريمس إلى نصف النهائي بعد تغلبه على أنجيه بركلات الترجيح 5-3، بعد انتهاء المباراة التعادل الايجابي بهدف لكل منهما، افتتح التسجيل فريق نادي سجل ستاد ريمس في الدقيقة 79 عن طريق الياباني كيتو ناكامورا، لكن أنجيه خطف هدف التعادل على أرضه في الوقت القاتل والمحتسب بدلاً من الضائع بواسطة السنغالي بامبا دينج في الدقيقة 90+5، لتحدد حسم الفريق المتأهل إلى ركلات الترجيح.
تأهل ريمس إلى نهائي كأس فرنسا لكرة القدم لمواجهة باريس سان جيرمان حامل اللقب، بعد فوزه بنتيجة 2-1 على كان من الدرجة الرابعة، وتطلع نادي كان لان يصبح أول فريق من الدرجة الرابعة يصل إلى النهائي منذ خسارة كاليه أمام نانت في نهائي عام 2000، لكنه فشل في ذلك. أصبح ريمس المنتمي لدوري الدرجة الأولى الفرنسي على بعد انتصار واحد والفوز بأول لقب كبير له منذ فوزه بكأس الدوري الفرنسي عام 1991. وتقدم ريمس بهدف في الدقيقة 14 عندما انطلق مامادو دياخون نحو خط المرمى ومرر الكرة إلى زميله حافظ إبراهيم البالغ من العمر 19 عاما ليضعها في المرمى الخالي. ومن جانبه اندفع نادي كان نحو الهجوم بحثا عن التعادل لكنه كاد أن يتأخر بهدفين قبل مرور نصف ساعة من زمن اللقاء من هجمة مرتدة من ستاد ريمس من ركلة ركنية لكن تسديدة كيتو ناكامورا مرت فوق العارضة. حلم أصحاب الأرض بالتأهل إلى النهائي عندما نجح قائدهم شيخ ندوي في معادلة النتيجة بعد مرور سبع دقائق من الشوط الثاني. وارتقى لاعب خط وسط السنغال السابق البالغ من العمر 39 عاما أعلى من الجميع عند القائم البعيد ليحول برأسه ركلة ركنية نفذها سيدريك جونسالفيس في المرمى. تمكن ستاد ريمس من استعاد تقدمه قبل مرور ساعة من اللعب، حيث مرر إبراهيم حافظ الكرة إلى اللاعب البديل تيدي تيوما ليسجل الهدف الثاني لفريقه. والهدف الأول للاعب مالطا الدولي تيوما مع ريمس منذ أكتوبر 2024، منهيا سلسلة من 14 مباراة دون تسجيل أي هدف. وواصل نادي كان الضغط لكن تمكن نادي ريمس من الصمود ويحافظ على آماله في الفوز بلقب كأس فرنسا للمرة الثالثة والأولى منذ عام 1958.

## المباراة
كان ستاد ريمس في وضع جيد للبقاء قبل الجولة الرابعة والثلاثين من الدوري الفرنسي لكرة القدم، لكنه تراجع للمركز السادس عشر في الثواني الأخيرة لصالح نادي لوهافر الذي فاز على نادي ستراسبورغ بنتيجة (3-2) ويخطف نادي لوهافر المركز الخامس عشر في ترتيب الدوري الفرنسي 2024–25. وعليه يتعين على ريمس خوض الملحق الفاصل بين دوري الدرجة الأولى ودوري الدرجة الثانية،
يخوض نادي ستاد ريمس نهائي كأس فرنسا 2025، وعينه على الجولة الختامية لموسم 2024-25 خوض الملحق الفاصل بين دوري الدرجة الأولى ودوري الدرجة الثانية، بين ستاد ريمس باعتباره الفريق صاحب المركز السادس عشر في الدوري الفرنسي الأول والفائز في نصف نهائي ملحق الدوري الفرنسي الثاني، وذلك من مباراتي ذهاب وإياب. بمواجهة فريق ميتز الذي خطف تذكرته إلى هذه المواجهة في اللحظات الأخيرة بهدف دونكيرك (1-0)، هذه الفترة بالتحديد تعتبر فترة عصيبة جدا بالنسبة لنادي ستاد ريمس، حيث كان بإمكانه الاستعداد لهدوء لمواجهة باريس سان جيرمان في نهائي كأس فرنسا في 24 مايو، لكن جدول مبارياته مزدحما ومن الصعوبة على الفريق الاستعداد بأريحية لمواجهة النهائي في ظل قرب الفترة المواجهة الفريق في 21 مايو 2025 فريق غرناطة في مباراة الذهاب من الدور الفاصل قبل أن يلتقي بعدها بيومين باريس سان جيرمان في نهائي كأس فرنسا 2025، وبعدها بخمسة أيام في 29 مايو وسيواجه ريمس فريق ميتز في مباراة الإياب. في هذه الأثناء سيحاول ريمس الفوز بكأس فرنسا لأول مرة، حتى لو لم يعد هذا الهدف واحدا واقعي، كما اعترف مدربه سامبا دياوارا، الذي يعتقد أن هذه المباراة النهائية أصبحت "ثانوية" للفريق للمحاولة البقاء ضمن فرق الدوري الفرنسي للدرجة الأولى.

### تفاصيل المباراة
| باريس سان جيرمان                         | 3 - 0 | ريمس |
| ---------------------------------------- | ----- | ---- |
| برادلي باركولا 16'، 19' · أشرف حكيمي 43' | تقرير |      |

| باريس سان جيرمان | ريمس |

|                |    | تشكيلة الفريق:      |  |     |
| GK             | 39 | ماتفي سافونوف       |  |     |
| RB             | 2  | أشرف حكيمي          |  |     |
| CB             | 5  | ماركينيوس           |  |     |
| CB             | 51 | ويليام باتشو        |  | 61' |
| LB             | 25 | نونو مينديز         |  | 61' |
| MF             | 87 | جواو نيفيز          |  | 71' |
| DM             | 17 | فيتينها             |  | 71' |
| CM             | 8  | فابيان رويز         |  |     |
| RW             | 14 | ديزيري دوي          |  | 71' |
| FW             | 10 | عثمان ديمبيلي       |  |     |
| LW             | 29 | برادلي باركولا      |  |     |
| مقاعد البدلاء: |    |                     |  |     |
| GK             | 1  | جانلويجي دوناروما   |  |     |
| DF             | 35 | لوكاس بيرالدو       |  | 61' |
| DF             | 21 | لوكاس هيرنانديز     |  | 61' |
| MF             | 24 | سيني مايولو         |  | 71' |
| MF             | 19 | لي كانغ إن          |  |     |
| CM             | 33 | وارن زائير إيمري    |  | 71' |
| LW             | 7  | خفيتشا كفاراتسخيليا |  |     |
| FW             | 9  | غونسالو راموس       |  | 71' |
| FW             | 49 | إبراهيم مباي        |  |     |
| المدرب:        |    |                     |  |     |
| لويس إنريكي    |    |                     |  |     |

|                |    | تشكيلة الفريق:   |  |     |
| GK             | 94 | يهفان ضيوف       |  |     |
| RWB            | 3  | هيروكي سكينيي    |  |     |
| CB             | 2  | جوزيف أوكومو     |  | 46' |
| CB             | 21 | سيدريك كيبري     |  |     |
| CB             | 24 | موري غبان        |  |     |
| LWB            | 18 | سيرجيو أكيمي     |  |     |
| RM             | 7  | جونيا إيتو       |  | 46' |
| CM             | 6  | فالنتين أتانغانا |  |     |
| CM             | 72 | أمادو كوني       |  | 74' |
| LM             | 17 | كايتو ناكامورا   |  | 63' |
| CF             | 12 | جوردان بيفوك     |  | 46' |
| مقاعد البدلاء: |    |                  |  |     |
| GK             | 20 | ألكسندر أوليرو   |  |     |
| RB             | 23 | أوريليو بوتا     |  |     |
| DF             | 31 | مالكولم جينغ     |  |     |
| LB             | 55 | نهوا سانغي       |  |     |
| DM             | 19 | غابرييل موسكاردو |  | 46' |
| CM             | 30 | جون باتريك       |  | 74' |
| MF             | 87 | أنجي مارسيال تيا |  | 46' |
| FW             | 67 | مامادو دياخون    |  | 63' |
| FW             | 22 | عمر دياكيتي      |  | 46' |
| المدرب:        |    |                  |  |     |
| سامبا دياوارا  |    |                  |  |     |

| الحكام المساعدون: هشام زكراني أوريليان بيرثومي الحكم الرابع: جيريمي بينيارد حكم تقنية الفيديو: نيكولاس راينفيل مساعد حكم تقنية الفيديو: مارك بولينجير حكم مساعد احتياطي: فرانسوا بوديكيان | قواعد المباراة - مدة المباراة 90 دقيقة مقسمة إلى شوطين مدة كل شوط 45 دقيقة. - تلعب أشواط إضافية من 30 دقيقة مقسومة إلى شوطين مدة كل شوط 15 دقيقة. - تطبق قاعدة ركلات الجزاء الترجيحية في حال استمرار التعادل في الأشواط الإضافية. - تواجد تسعة لاعبًا على مقاعد البدلاء. - الحد الأقصى خمسة تبديلات، مع السماح بتبديل سادس في الوقت الإضافي. |